# Lancia Aurelia
De Lancia Aurelia werd van 1950 tot 1958 geproduceerd door de Italiaanse autofabrikant Lancia. Het was de opvolger van de Lancia Aprilia. De Aurelia was beschikbaar in verschillende carrosserievarianten en werd ook als "rollend chassis" aangeboden waar een carrosserie naar wens op gebouwd kon worden.
De wagen werd aangedreven door de eerste V6-motor die in serie geproduceerd werd. Aanvankelijk was dat een 1,8L V6-motor met een vermogen van 56 pk, later waren er ook V6-motoren tot 2,5L met 112 pk beschikbaar voor de coupé-modellen. Het motorvermogen werd overgebracht naar de achterwielen via een transaxle (een behuizing die zowel de koppeling, versnellingsbak als het differentieel bevat) die samen met de interne trommelremmen op de achteras gemonteerd was.
De Aurelia was beschikbaar in de volgende uitvoeringen:
- Aurelia B10, B21, B15, B22, B12 (sedan met verschillende wielbasissen)
- Aurelia B50, B51, B52, B53, B55/56, B60 (rollend chassis)
- Aurelia B20 GT (coupé)
- Aurelia B24 (spider en cabriolet)

Lancia maakte met de Aurelia zijn intrede in de rallysport.
De wagen werd genoemd naar de Via Aurelia, een traditie die Lancia na de Tweede Wereldoorlog startte, om automodellen te noemen naar Romeinse heirbanen. De Aurelia was strikt gezien de eerste in de reeks, hoewel ook de enkele jaren eerder gelanceerde Lancia Ardea (refererend aan Ardea) kan gelinkt worden aan de Via Ardeatina. Met de opvolger, de Lancia Flaminia genoemd naar de Via Flaminia werd de traditie verder gezet.

## Galerij

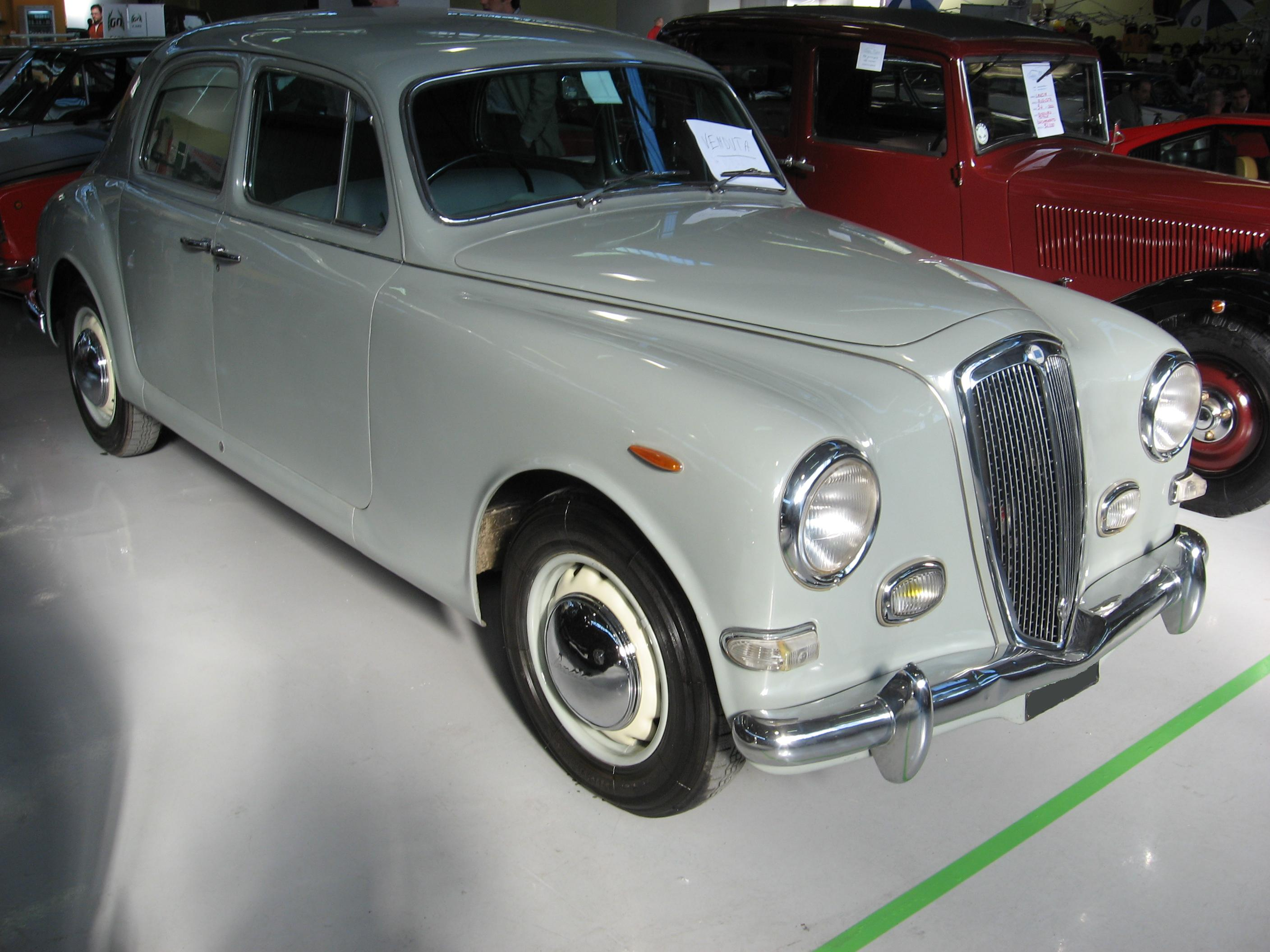
Aurelia B10 Berlina
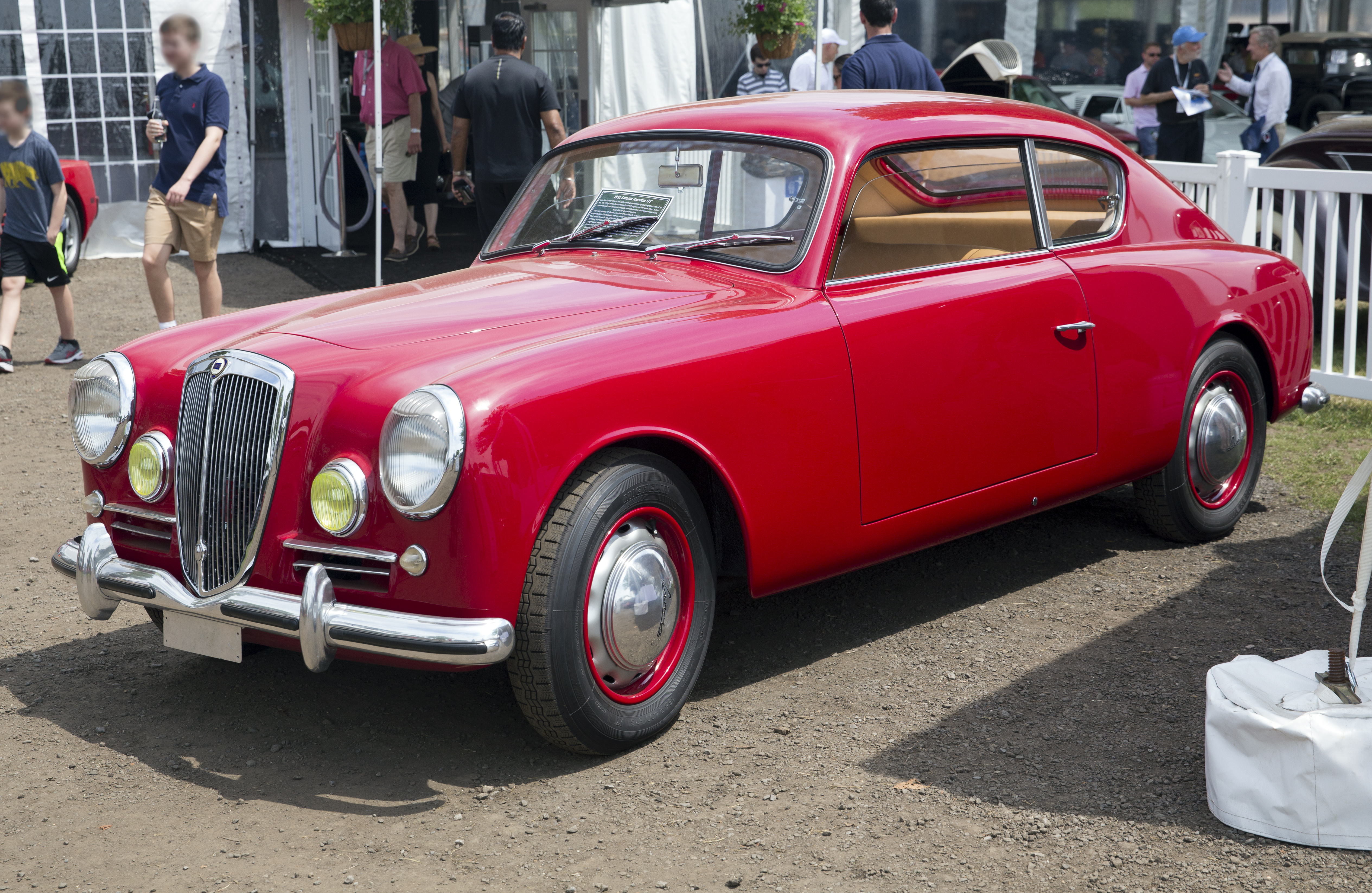
Aurelia B20 GT
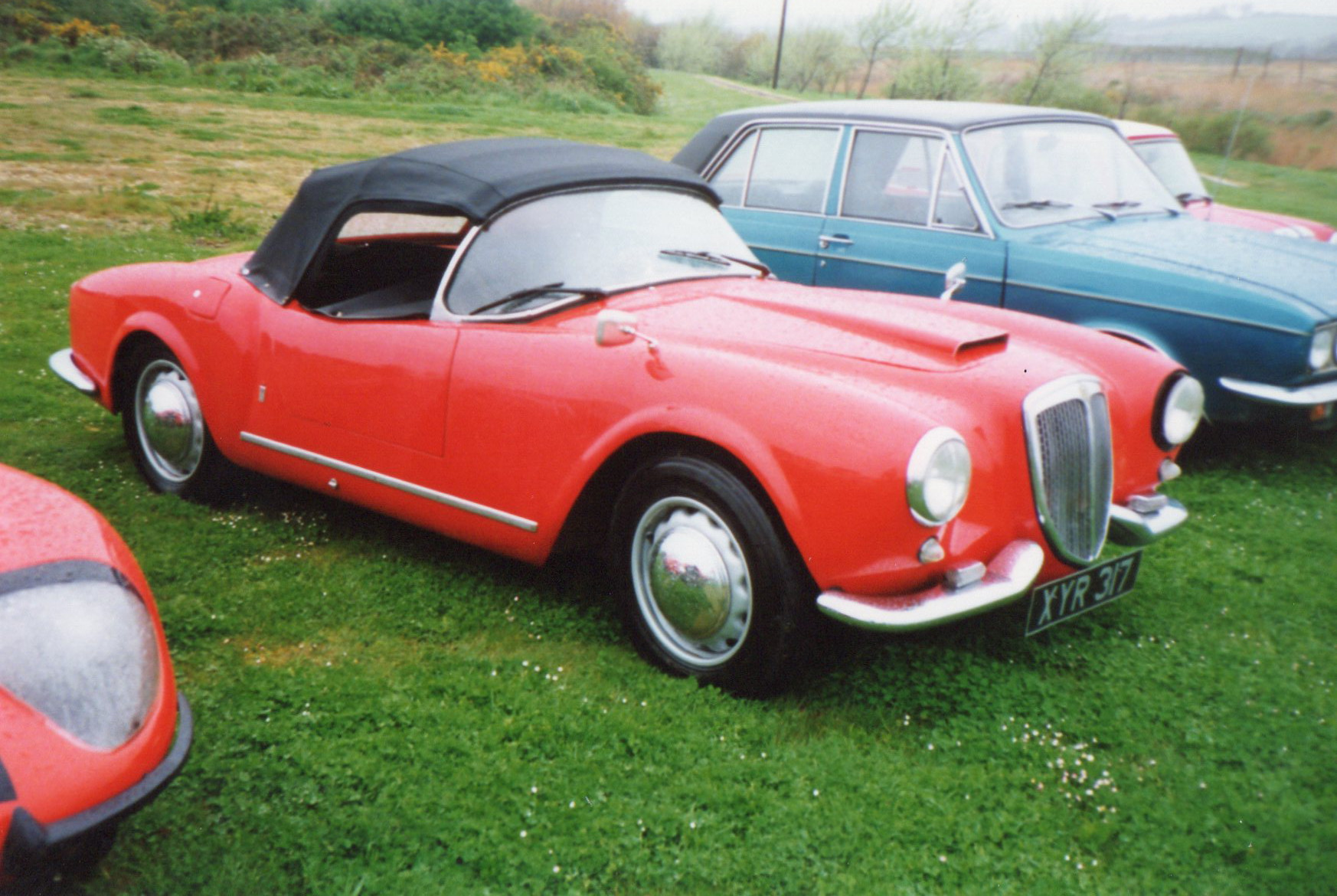
Aurelia B24 Spider
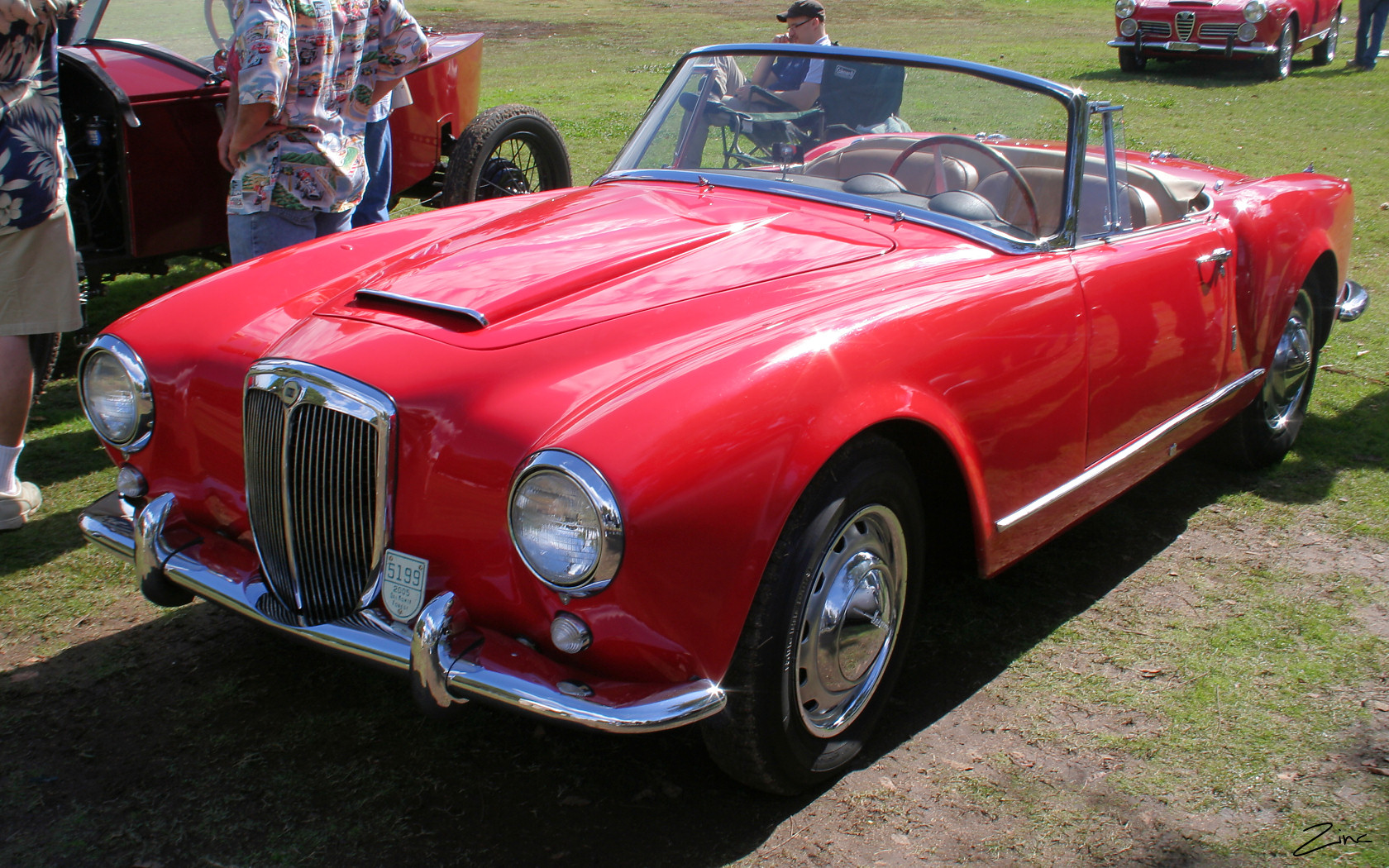
Aurelia B24 Cabriolet
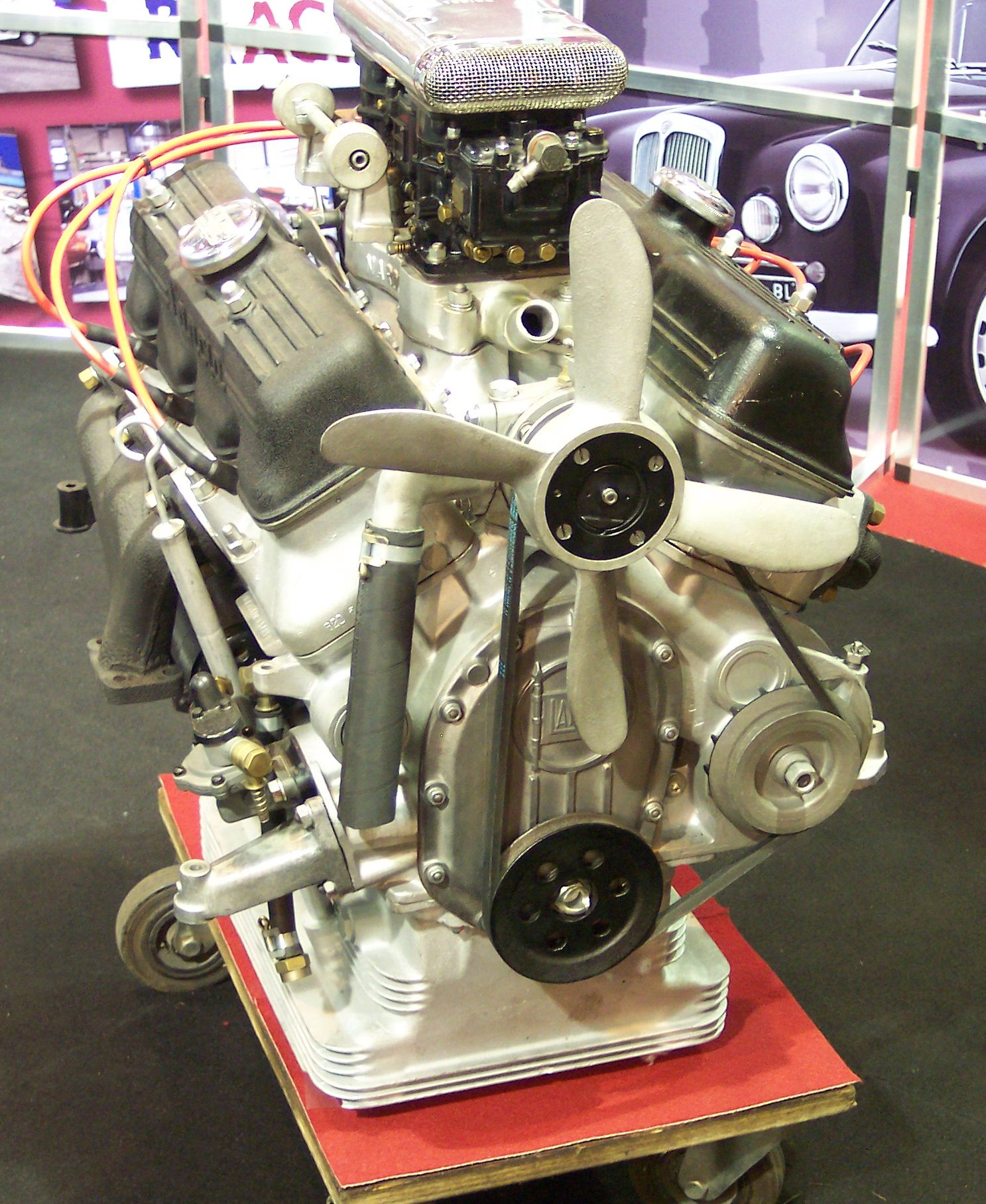
De Lancia V6-motor
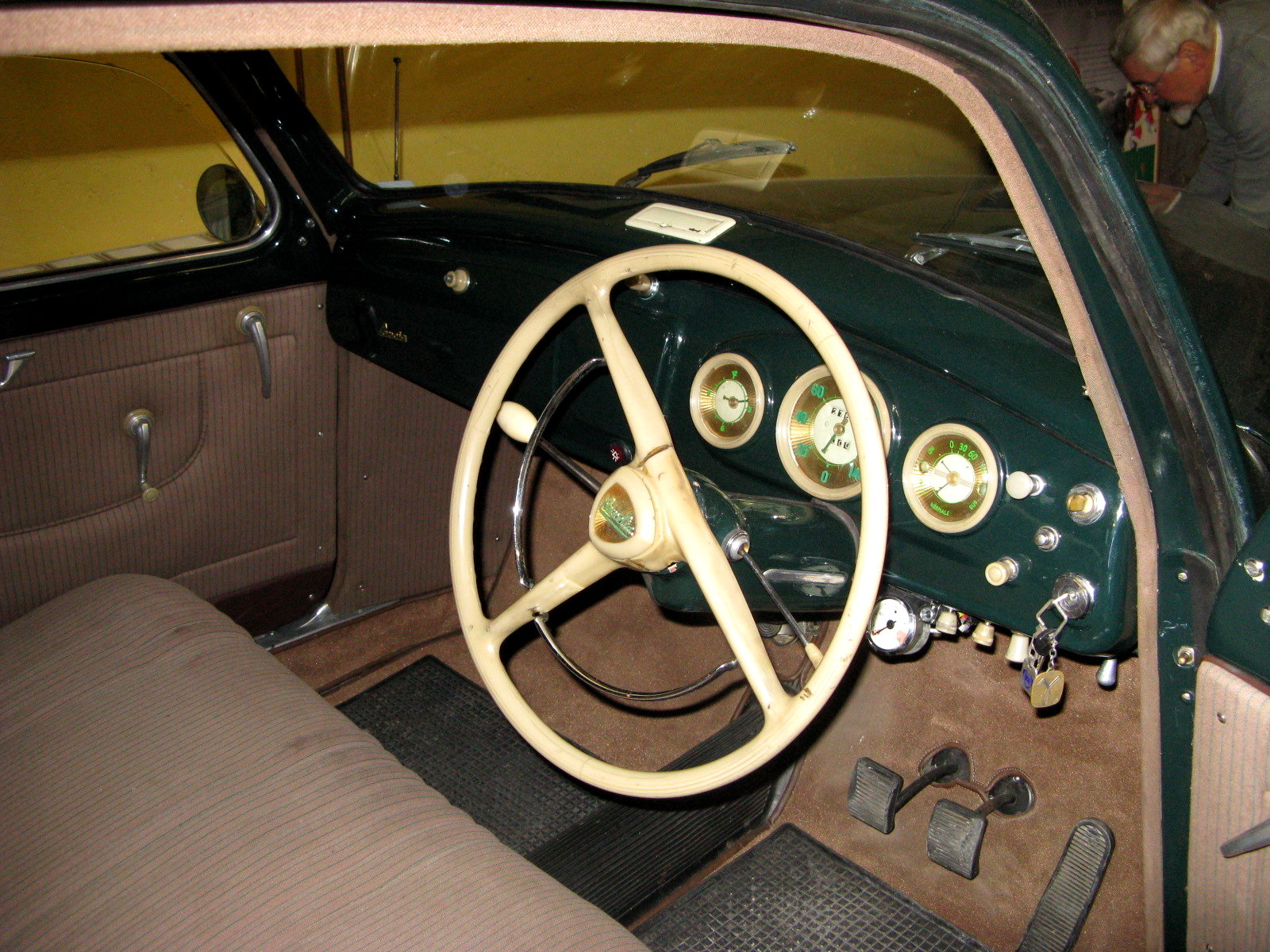
Aurelia B10 Berlina, Interieur
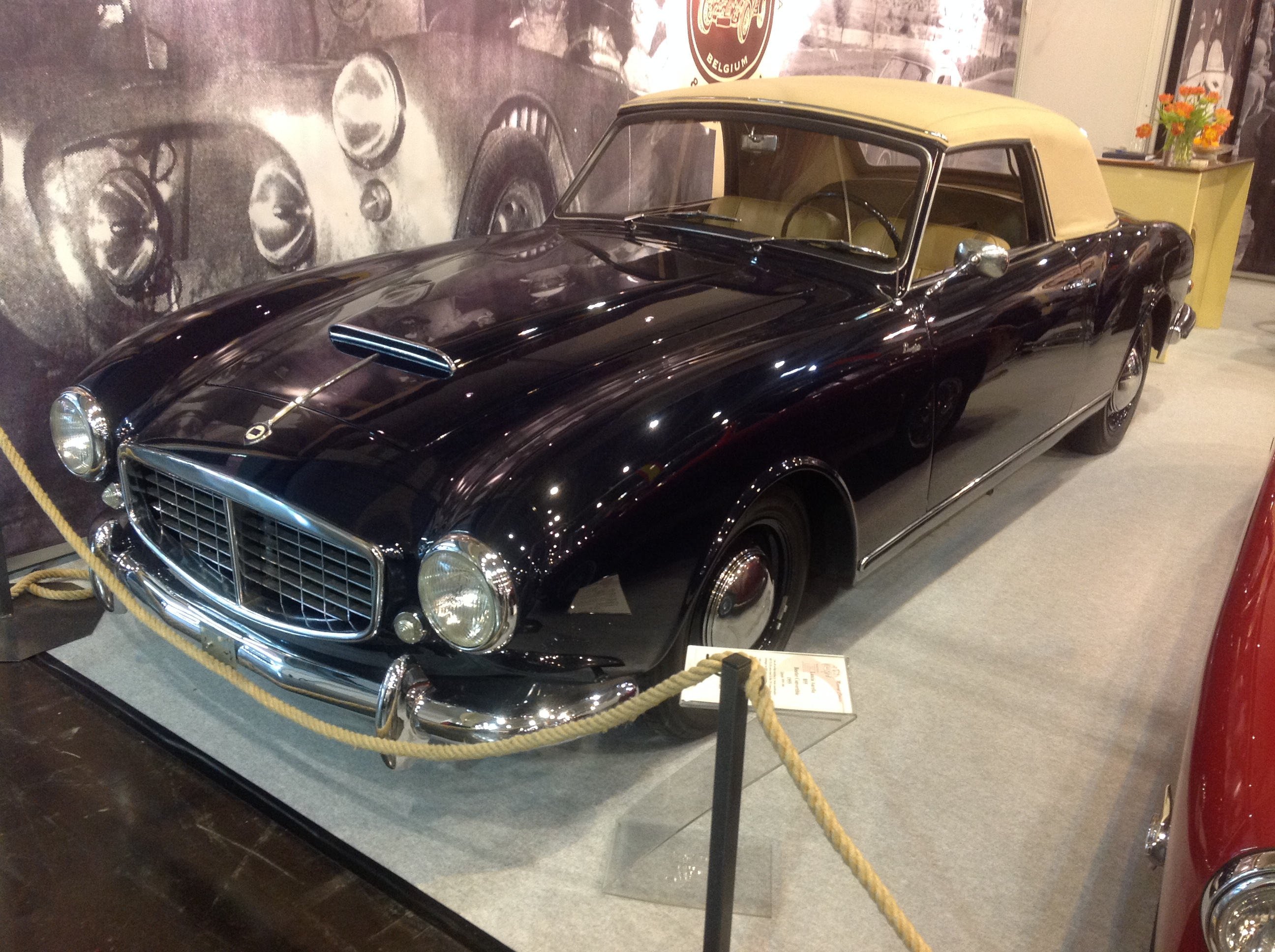
Aurelia B55 Cabriolet (een ontwerp van Beutler op basis van een rollend chassis)

## In populaire cultuur
De Lancia Aurelia is prominent aanwezig in De zaak Zonnebloem, een van de avonturen van Kuifje, in de achtervolgingsscène van het verhaal. De Italiaanse coureur van de auto is erg trots op Italiaanse auto's, die volgens hem de beste ter wereld zijn.
In Dino Risi's film Il sorpasso uit 1962 (met Vittorio Gassman en Jean-Louis Trintignant) is de wagen, een B24 cabriolet versie uit 1958, zelfs het meest prominente decor, gezien - uitzonderlijk voor die periode - het merendeel van de scènes in de wagen werd gefilmd. Il sorpasso kan zo worden beschouwd als een van de eerste roadmovies. De rijscènes werden op de weg gefilmd in plaats van met een geprojecteerde achtergrond.